# Unterrotte
Unterrotte ist eine der fünf Fraktionen der Gemeinde St. Jakob in Defereggen im Bezirk Lienz (Osttirol).

## Geographie
Die Fraktion Unterrotte liegt im Zentrum des St. Jakober Gemeindegebiets an den Südwestabhängen des Weißen Beils. Im Osten bildet der Trojer Almbach die Grenze zur Fraktion Innerrotte, im Westen bildet der Steinerbach im Wesentlichen die Grenze zur Fraktion Oberrotte. Lediglich die zu Oberrotte gehörende Hofstelle Steingarten (Oberrotte 2) bildet hier eine Ausnahme. Mit Ausnahme eines Gebäudes liegen alle Gebäude nördlich der Schwarzach bzw. auf der Sonnenseite des Defereggentals.
Unterrotte besteht aus dem im Tal gelegenen Dorf St. Jakob in Defereggen sowie den darüberliegenden Höfen. Diese sind über eine Straße erreichbar, die nördlich des Dorfes St. Jakob den Trojer Almbach überquert und in Serpentinen über Trojen und die Streusiedlung Außerberg bis zur Einzelsiedlung Ede reicht. Als separate Siedlungen wurden von Statistik Austria im Laufe der Zeit zeitweise auch der Einzelhof Neuhaus (Unterrotte 27) sowie die Pension Kofel ausgewiesen. Zudem gehören die Neue Reichenberger Hütte und die Oberberg-Alm (Oberseite) zur Unterrotte.